# 良渚文化村垃圾分类推广中心
垃圾分类推广中心，位于浙江省杭州市良渚街道，建成于2011年12月，占地面积3066平方米，建筑面积664平方米，总投资约500万元，是一个以垃圾分类为主题的环保教育基地。

## 展厅设置
- 厨余垃圾处理演示区，可以看到厨余垃圾经过流水线分拣，纯厨余进入发酵机，产出有机肥料的过程[2]。
- 其他垃圾分类演示区，可以通过图片和文字看到垃圾分类与减量过程。
- 二手格子铺展示区，闲置物品可以拿到这里寄卖或捐赠。
- 影音宣教区，可以容纳20人，观看各种环保短片。
- 互动体验区，可以在这里DIY，比如自制肥皂。

## 厨余垃圾处理
垃圾分类推广中心有两台厨余处理设备，每天最多可以处理1吨厨余垃圾，每月能产出有机肥1000多公斤。将厨余垃圾转化成有机肥，整个过程需要40天左右。